# Tom Manning
Tom Manning é um personagem fictício da série de quadrinhos Hellboy, criado por Mike Mignola e publicado pela Dark Horse Comics. 
Trabalha como líder investigador na B.P.R.D. ajudando Hellboy e outros seres paranormais a salvar o mundo do oculto.
No cinema foi interpretado pelo ator Jeffrey Tambor.  